# Violetes imperials
Violetes imperials (títol original en francès: Violettes impériales) és una comèdia musical franco-espanyola, dirigida per Richard Pottier, estrenada el 1952. Ha estat doblada al català.

## Argument[2]
Cap a 1850, mentre la bella Eugènia de Montijo arriba al barri gitano del Sacromonte a Granada amb la seva mare, coneix Violeta, una bonica ballarina, venedora de violetes que viu en aquest barri. Violeta li prediu -llegint les línies de la seva mà - una verdadera corona.
Juan de Ayala és un jove noble voluble, cosí d'Eugènia, que cau sota l'encant de Violeta mentre que la veu ballar en una taverna. Aquesta última s'enamora de Juan però s'ho nega. Influenciada per les paraules de Violeta, Eugènia decideix fer un viatge a França amb la seva mare i amb Juan. Tots es troben a París esperant del nou emperador Napoléon III una invitació al primer ball imperial, invitació que acaba arribant.
Com que els baguls de les dues dones s'han perdut en el viatge. Eugènia no té vestit per anar a la invitació que té lloc l'endemà diumenge. Juan decideix llavors encarregra-li un vestit magnífic per modistes de París en descans dominical, reunides en una guingueta del Marne per celebrar el divuitè aniversari d'una d'elles. Així, Eugènia es troba al ball amb el vestit més bonic de la vesprada. Coneix l'Emperador que s'enamora d'ella però també a la Sra. de Pierrefeu que pertany a un grup de conspiradors.
Eugènia es converteix en emperadriu i fa venir Violeta amb ella com a senyora de companyia. És allà que Juan i Violeta es retroben però les seves relacions són prou tibades, Juan desitjant una aventura mentre que Violeta desitjant el gran amor amb Juan.
La Sra. de Pierrefeu, que detesta Eugènia, decideix comprometre-la en una partida de caça però la seva trampa es gira contra ella. Desaprovada per l'Emperador, decideix amb els seus còmplices matar Eugènia. Violeta descobreix la conspiració i no aconseguint impedir a Eugènia anar a una inauguració, ocupa el seu lloc a la calessa. Ferida greument en el moment de l'explosió de la bomba col·locada a la carretera que l'havia de conduir al lloc de la inauguració, Juan afectat per aquest gest, s'enamora finalment de Violeta.
Aquesta última, curada, decideix, tanmateix, tornar a Espanya a Granada. Juan també hi va.
S'acaben casant.

## Repartiment
- Luis Mariano: Juan de Ayala
- Carmen Sevilla: Violeta
- Simone Valère: Eugènia de Montijo
- Louis Arbessier: Napoleó III
- Marie Sabouret: Sra. de Pierrefeu
- Colette Régis: Sra. de Montijo
- Micheline Francey: Clotilde

## Al voltant de la pel·lícula
- L'amor és un pom de violetes[3]